# Parco nazionale di Bandhavgarh
Il parco nazionale di Bandhavgarh (in devanāgarī: बांधवगढ राष्ट्रीय उद्दान) è un'area naturale protetta indiana che si trova nel distretto di Umaria, nel Madhya Pradesh.

## Storia
È stato istituito nel 1968 e successivamente esteso nel 1986. Nel 1993 è stato riconosciuto anche come Riserva della tigre (Bandhavgarh Tiger Reserve). Occupa una superficie di oltre 400 km2, ma la core area è di 105 km2.

## Fauna
Fra gli animali più numerosi nel parco ci sono tigri, leopardi, sciacalli dorati, volpi del Bengala, iene striate, orsi labiati, cuon, cervi pomellati, sambar, cinghiali, elefanti asiatici, entelli, nilgau e molti altri, tra i quali il rarissimo lupo indiano (una sottospecie di lupo a rischio di estinzione).